# M. Karagatsis
M. Karagatsis (en griego: Μ. Καραγάτσης; 23 de junio de 1908 – 14 de septiembre de 1960) es el seudónimo de Dimitris Rodopoulos (Δημήτριος Ροδόπουλος), novelista, periodista, crítico y dramaturgo griego.
En el seudónimo que utilizó en todas sus obras, la "M" proviene del nombre ruso "Mitja" (versión rusa de Jim), como le llamaban amigos y compañeros de estudios, a causa de su gran amor por Fyodor Dostoyevsky y especialmente por su novela Los hermanos Karamazov. El hecho de que firmara sus obras como " M. Karagatsis " ha sido motivo de confusión para muchos estudiosos, que a menudo interpretaron la "M." como "Michael" en referencia a sus protegonistas, Michael Karamanou (Junkermann) y Michael Roussi (El gran sueño). Sin embargo, según un reciente testimonio oral de su hija Marina Karagatsis, la inicial "M". en realidad se refiere al nombre de Miguel (Μιχάλης), no queda claro el significado real ya que  Karagatsis nunca lo aclaró públicamente. La palabra "Karagatsis" que significa olmo, y hace referencia a un árbol bajo cuya sombra acostumbraba a leer en su juventud y que se encontraba en el cementerio de Tesalia, donde pasó la mayor parte de sus veranos adolescentes.[cita requerida]

## Biografía
M. Karagatsis nació en Atenas, en una casa en la esquina de la calle Academia y Temístocles , el 23 de junio de 1908. Su padre, Giorgios Rodopoulos, fue un abogado y político , originario de Patras, pero establecido en Larissa. Su madre, Anthi Moulouli, era originaria de Tyrnavos. El autor fue el quinto y último hijo de la familia.
Creció en Larissa y Thessaloniki y estudió derecho en Francia. Murió en Atenas con 52 años.
Pertenece a la "Generación de los 30".

## Estilo
Karagatsis ha sido descrito como principalmente un escritor en prosa de la realidad ilusoria de personas y situaciones. Su escritura es sensual, audaz, con una gran imaginación y un estilo narrativo único, y ha sido habitualmente estudiado por los estudiantes griegos. Sus tres primeras novelas (Coronel Liapkin, Quimera y Junkermann) componen la trilogía titulada Aclimatación bajo Apolo, acerca de extranjeros que viven y trabajan en Grecia. Karagatsis escribió estos libros en griego moderno y cosmopolita, que contrasta con los estereotipos de la vida conservadora y rural en Grecia.[cita requerida]

## Obras
Karagatsis es uno de los pocos escritores en griego moderno que ha sido ampliamente traducido (principalmente en alemán, pero también en inglés, italiano y francés).[cita requerida] Algunas de sus principales obras son:
- Señorita Nitsa ( 1929, novela corta premiada por la revista literaria Nea Estia)
- Coronel Liapkin (1933) (Ο Συνταγματάρχης Λιάπκιν)
- Junkermann (1939) (Γιούγκερμαν)
- Los últimos días de Junkermann (1940) (Τα στερνά του Γιούγκερμαν)
- La isla perdida (1941) (Χαμένο Νησί)
- El gobernante de Kastropyrgos (1944) (Ο Κοτζάμπασης του Καστρόπυργου)
- El gran sueño (1946) (Ο Μεγάλος Ύπνος)
- Bar Eldorado (Stage play, 1946)
- Sangre perdida y ganada (1947) (Αίμα χαμένο και κερδισμένο)
- Carmen (Stage play, 1948)
- Historia de los griegos (nonfiction, 1952) (Η ιστορία των Ελλήνων)
- en las manos de Dios (1954)
- La muerte y Thodoros (1956) (Ο Θάνατος κι ο Θόδωρος)
- El sobre amarillo (1957) (Ο Κίτρινος Φάκελος)
- Sergios y Vacchos (1959) (Σέργιος και Βάκχος)
- El 10 (1960) (inacabada)